# HipChat

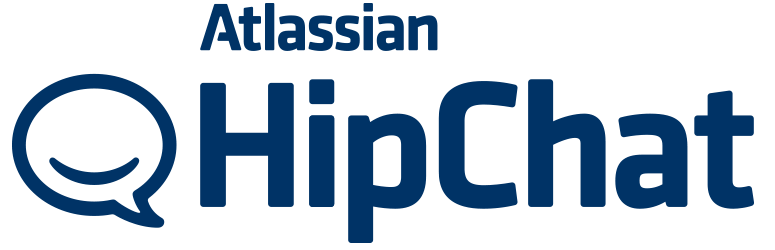
HipChat-Logo

HipChat war eine Software des australischen Softwareunternehmens Atlassian für Chats bzw. Instant Messaging für Unternehmen, die im Büro und auch mobil genutzt werden konnte. Zu den Funktionen gehörten beispielsweise sicher verschlüsselte Gruppenchats, Videochats oder auch Bildschirmübertragungen. Sie richtete sich an alle Unternehmen, unabhängig von ihrer Branche. Sie gehörte in den Bereich der kollaborativen Software (bzw. Groupware).

## Geschichte
HipChat wurde 2010 veröffentlicht und von den Studenten des Rensselaer Polytechnic Institute Chris Rivers, Garret Heaton und Pete Curle entwickelt. Im März 2012 wurde die Software dann von Atlassian gekauft. Seitdem entwickelt Atlassian die Software ständig weiter und fügt Funktionen hinzu. Im Juli 2018 kündigte Atlassian eine Partnerschaft mit Slack an und gab gleichzeitig bekannt, HipChat einzustellen.

## Funktionalität
Die Software bot viele Funktionen zur Kommunikation und Zusammenarbeit im Unternehmen. Einige davon waren beispielsweise:
- Gruppenchats
- Private Chatnachrichten
- Unbegrenzt viele Chaträume
- Suchfunktion über das gesamte Programm hinweg und ohne zeitliche Begrenzung
- Benachrichtigungen über verpasste Aktivitäten (per Mail, SMS oder in-App)
- Datei-Sharing
- Videokonferenzen
- Screen-Übertragung in Echtzeit
- Animierte GIFs und Emoticons
- Sichere Verschlüsselung (256-Bit-SSL)

Die Software war integrierbar mit anderen Atlassian-Produkten wie Jira oder Bitbucket, sie war synchronisierbar mit mobilen Geräten und konnte auf diesen ebenso wie auf eigenen Servern innerhalb der Firewall verwendet werden. Kunden bzw. Externe konnten einen sicheren Gastzugang erhalten.

## Sicherheit
Die Software bot einige Besonderheiten für die Unternehmenskommunikation. Beispielsweise war es möglich, die Software als HipChat Server auf eigenen Servern im Netzwerk hinter der Firewall zu betreiben. Weiterhin war die Ende-zu-Ende 256-Bit-SSL-Verschlüsselung bzw. TLS-Verschlüsselung ein Alleinstellungsmerkmal (dieses ist ein Sicherheitsprotokoll, welches beispielsweise im Online Banking genutzt wird). HipChat war TRUSTe EU, U.S. und Swiss-Safe-Harbor-zertifiziert.
HipChat war kompatibel mit den gängigen Betriebssystemen wie Windows, Mac, Linux und mobilen Geräten mit den Betriebssystemen Android oder iOS. Es war auch möglich, HipChat als web-basierte Anwendung in einem Browser zu nutzen.
Im Februar 2015 wurden Passwörter von HipChat kompromittiert. 2 % der Passwörter gelangten in fremde Hände, allerdings waren diese gehasht.
2017 wiederholte sich der Vorfall – mit bcrypt gehashte und gesaltete Passwörter kamen abhanden.

## Kunden & Lizenzierung
HipChat richtete sich hauptsächlich an Unternehmen, die ihren Mitarbeitern eine sichere Chat-Software zur Verfügung stellen möchten, welche die Zusammenarbeit verbessert. Die Branche des Unternehmens spielte dabei keine Rolle. Generell konnte HipChat jedoch von jedem genutzt werden.
Zu den Nutzern bzw. Kunden von HipChat gehörten unter anderem Aeria Games, Amadeus, Brass, Camerican International, Citrix, Code, DocuSign, Expedia, Fitbit, FM, Francetv, GHX, Gilt, GlobalGiving, Hayneedle, Inuit, Kabbage, Kiva, MagView, Museum of Applied Arts & Sciences Sydney, New Relic, OG Systems, Orbitz, Oscar, Publicis.Sapient, RunKeeper, Sonatype, SourceOne, Splunk und Squarespace.
Im Januar 2014 wurden etwa 60 Nachrichten pro Sekunde über HipChat verschickt. Dies verdeutlicht die große Verbreitung und Verwendung der Software. Seit dem Jahr 2013 wächst die Popularität von HipChat rasant an.
HipChat war erhältlich über Atlassian direkt oder über lokale Atlassian-Partner. Bei HipChat Plus handelte es sich um proprietäre Software, die monatlich pro Nutzer bezahlt werden musste. Bei HipChat Basic handelte es sich um kostenlose Software.